# Samed Baždar
Samed Baždar, né le 31 janvier 2004 à Novi Pazar en Serbie, est un footballeur international bosnien qui évolue au poste d'attaquant au Real Saragosse.

## Biographie

### Carrière en club
Né à Novi Pazar en Serbie, Samed Baždar commence le football dans le club local du FK Ajax Novi Pazar. Il est ensuite repéré lors d'un tournoi régional par plusieurs clubs de premières division dont le FK Čukarički, l'Étoile rouge de Belgrade et le Partizan Belgrade. C'est le Partizan qu'il rejoint et où il fait tout le reste de sa formation. Il se révèle comme l'un des meilleurs jeunes du centre de formation. Souvent comparé à ses prédécesseurs Aleksandar Mitrović et Dušan Vlahović, Baždar se fait notamment remarquer au cours de la saison 2020-2021 avec l'équipe des moins de 17 ans, où il marque 39 buts et délivre 18 passes décisives en 33 matchs sur la saison. L'entraîneur de l'équipe première, Aleksandar Stanojević, l'appel alors pour rejoindre le groupe professionnel.
Il fait ses débuts en professionnel le 15 mai 2021, en entrant en jeu à la place de Miloš Jojić lors d'un match de championnat face au FK Voždovac Belgrade (victoire 3-0 du Partizan),.
Lors de l'été 2022, le jeune attaquant de 18 ans attire l'intérêt de plusieurs grands clubs européens comme le Real Madrid, l'Atlético de Madrid et la Juventus FC, cette dernière faisant même une offre pour le joueur, refusée par le Partizan. Baždar poursuit l'aventure avec son club formateur, prolongeant son contrat le 10 août 2022 avec le Partizan et étant alors lié au club jusqu'en juin 2026,.

### En sélection
Avec les moins de 17 ans, il joue deux matchs en 2020 et marque un but dès sa première apparition, le 15 septembre contre la Bulgarie (victoire 0-2 des Serbes).
Baždar joue son premier match avec l'équipe de Serbie espoirs le 18 novembre 2023, contre l'Angleterre. Il entre en jeu à la place de Petar Ratkov et son équipe est battue par trois buts à zéro.

## Statistiques
| Saison                | Club                  | Championnat           | Championnat | Championnat | Coupe(s) nationale(s) | Coupe(s) nationale(s) | Compétition(s) continentale(s) | Compétition(s) continentale(s) | Compétition(s) continentale(s) | Total | Total |
| Saison                | Club                  | Division              | M.          | B.          | M.                    | B.                    | Comp.                          | M.                             | B.                             | M.    | B.    |
| 2020-2021             | Partizan Belgrade     | Superliga Srbije      | 1           | 0           | -                     | -                     | -                              | -                              | -                              | 1     | 0     |
| 2021-2022             | Partizan Belgrade     | Superliga Srbije      | 5           | 0           | 1                     | 0                     | C4                             | 2                              | 0                              | 8     | 0     |
| 2022-2023             | Partizan Belgrade     | Superliga Srbije      | 27          | 4           | -                     | -                     | C3+C4                          | 2+5                            | 0+0                            | 34    | 4     |
| 2023-2024             | Partizan Belgrade     | Superliga Srbije      | 9           | 0           | 2                     | 0                     | C4                             | 2                              | 0                              | 13    | 0     |
| Sous-total            | Sous-total            | Sous-total            | 42          | 4           | 3                     | 0                     | -                              | 11                             | 0                              | 56    | 4     |
| Total sur la carrière | Total sur la carrière | Total sur la carrière | 42          | 4           | 3                     | 0                     | -                              | 11                             | 0                              | 56    | 4     |